# Jelu
Jelu is een bestuurslaag in het regentschap Bojonegoro van de provincie Oost-Java, Indonesië. Jelu telt 3934 inwoners (volkstelling 2010).